# Azozwiązki

4-hydroksyfenyloazobenzen o barwie żółtej

Azozwiązki (związki azowe) – organiczne związki chemiczne będące podstawionymi diazenami.
Związki azowe są zwykle otrzymywane w wyniku reakcji diazowania, która została odkryta w 1858 r. przez Grissa.

## Aromatyczne azozwiązki
Typowe aromatyczne azozwiązki są pochodnymi azobenzenu i tak jak on posiadają w swojej strukturze grupę azową o wzorze –N=N–. Obecność wiązań podwójnych oraz grupy azowej umożliwia absorpcję światła z zakresu UV-Vis oraz występowanie interesujących właściwości optycznych. Unikalną cechą jest „czysta” i wydajna izomeryzacja fotochemiczna, która zachodzi wokół wiązania azowego, wtedy gdy chromofor pochłonie foton. Mogą wykazywać właściwości fotochromowe.
Ich spektra absorpcyjne zależą od obecności podstawników zwłaszcza silnie elektronodonorowych oraz elektronoakceptorowych. Niepodstawiony azobenzenu i zbliżone do niego związki mają główne pasmo absorpcyjne zlokalizowane w zakresie ultrafioletu (λ<400 nm).
W związkach podstawionych np. grupami aminowymi jest ono przesunięte w stronę większych długości fali światła.

## Zastosowanie
Azozwiązki ze względu na swoje właściwości znajdują zastosowanie w różnych gałęziach przemysłu, jednak ich głównym przeznaczeniem jest barwienie. Mogą posiadać bardzo szeroką paletę barw, jednak najczęściej spotykane są jako kolory wyraziste i jaskrawe. Pierwszym otrzymanym barwnikiem była żółcień anilinowa. Obecnie natomiast znanych jest już ponad 10 tysięcy związków z tej grupy. Pochodne azobenzenu wykazują również właściwości nieliniowo optyczne. Zdolność do fotoindukowanej odwracalnej izomeryzacji sprawia, że związki azowe mogą być wykorzystywane jako fotoprzełączniki, dzięki temu są one bardzo dobrymi kandydatami do różnych zastosowań takich jak sensory czy urządzenia optoelektroniczne.